# فوگاکو

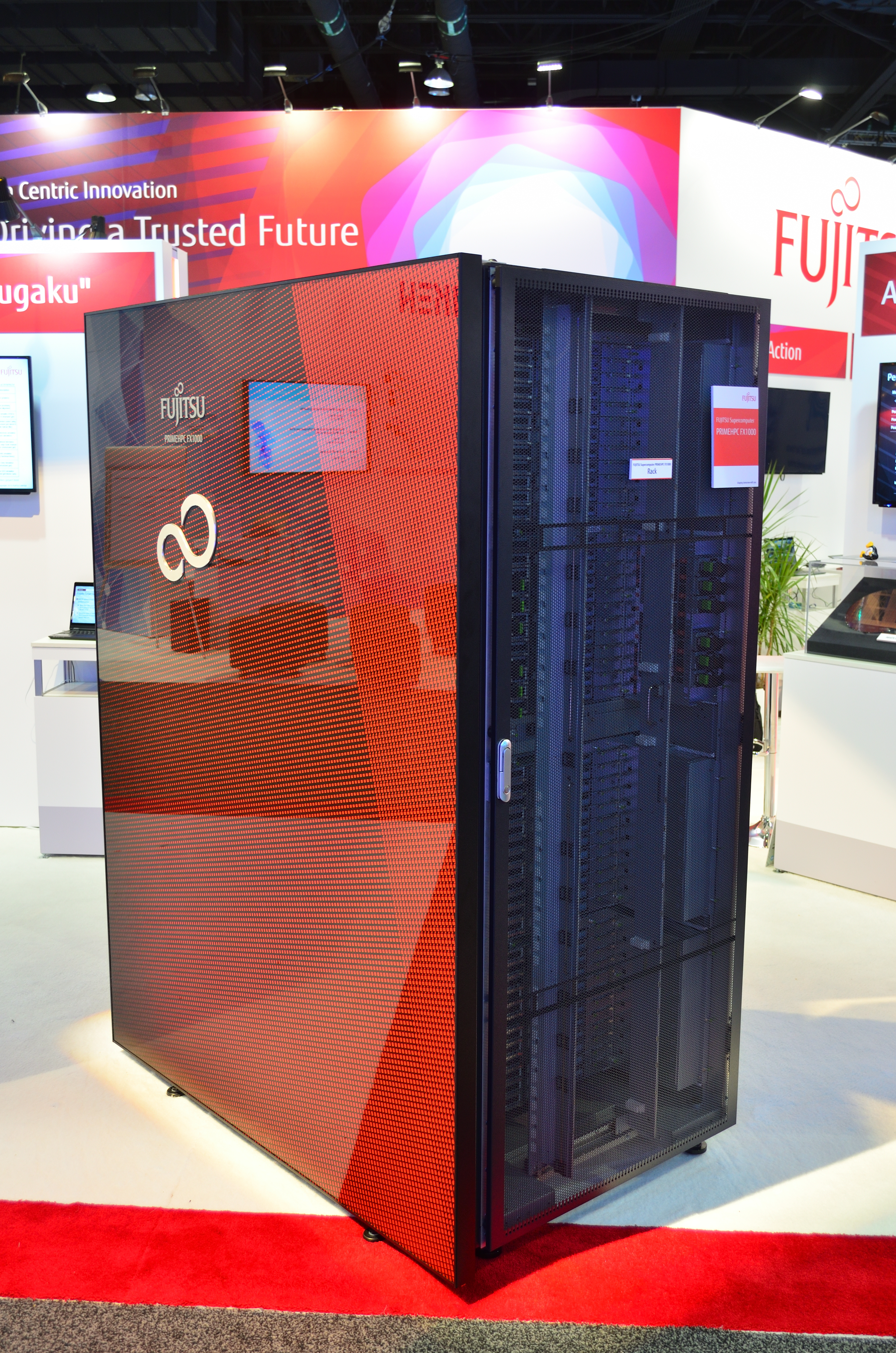

فوگاکو ابررایانه‌ای است که در حال‌حاضر در مرکز رایانه رایکن در شهر کوبه ژاپن در حال نصب است. این توسعه از سال ۲۰۱۴ و به دنبال پروژهٔ جانشینی کامپیوتر کی آغاز شده و قرار است که در سال ۲۰۲۱ عملیاتی گردد هر چند، بخش‌هایی از این سیستم در ژوئن سال ۲۰۲۰ و به صورت پایلت به بهره‌برداری رسیده‌است.